# Raül IV de Valois
Raül IV de Valois o Raül III de Vexin i d'Amiens dit també Raül de Crépy o Raül el Gran, mort el 1074, va ser comte de Valois de 1038 a 1074, i comte de Vexin i d'Amiens de 1063 a 1074. Era fill de Raül III de Valois, comte de Valois, i d'Adela de Breteuil.

## Biografia
Va succeir al seu pare el 1038 i va organitzar la resistència del camp blesès (de Blois) a la mort del comte Eudes II de Blois enfront del rei Enric I de França. Capturat per l'exèrcit reial el 1041, va canviar de camp i es va unir al capet, afavorint la seva política a la Xampanya. Va participar llavors a la batalla de Mortemer i només va poder eludir la captura mercès a la intervenció del seu vassall, Roger de Mortimer. Guillem el Conqueridor, un altre senyor feudal de Roger, li va retirar els seus feus en represàlia i Roger es va refugiar a la cort de Valois. Raül va continuar combatent al costat del rei de França i participarà en el setge de Thimert el 1057.
Després de la mort del rei Enric (1060) i de la regència que va seguir, les relacions entre França i Normandia es van suavitzar, i es va establir una pau relativa. El 1062, la mort del comte Heribert II del Maine, va incitar Gualter III de Vexin, un cosí de Raül, a reivindicar el Maine pels drets de la seva muller (filla del comte Heribert I del Maine), però va ser vençut per Guillem el Conqueridor i hauria mort poc després. Raül va heretar llavors els comtat de Vexin i d'Amiens, i va reconstituir en el seu benefici la unió dels tres comtats, separats a la mort del seu avi Gualter II el Blanc.
Durant aquest període, Normandia va agafar importància de cara als capets, i Raül, aïllat per l'escàndol del seu matrimoni amb Anna de Kíev, va preferir aliar-se amb el duc. Raül va morir el 1074 a Péronne el 23 de febrer segons certes fonts, o a Montdidier el 8 de setembre segons altres.

## Matrimonis i fills
S'havia casat en primeres noves amb Adela de Boves, filla i hereva de Nocher III, comte de Bar-sur-Aube, vídua de Renald de Semur, de Renard de Joigny i de Roger de Vignory. Van tenir:
- Gualter († 1065/1067), comte de Bar-sur-Aube.
- Simó († 1080), comte de Valois, d'Amiens, de Montdidier i de Bar-sur-Aube.
- Adelaida de Valois, comtessa de Valois, casada amb Herbert IV (vers 1032 † vers 1080), comte de Vermandois
- Elisabet de Valois († entre 1093 et 1101), casada a Bartomeu, senyor de Broyes
- Adela (Alix) de Valois († entre 1093 et 1100), casada amb Teobald III, comte de Blois, de Chartres, de Tours, de Châteaudun, de Provins, de Troyes i de Meaux

Vidu es casa de nou amb Eleonor o Hannequez, hereva de Montdidier i Péronne.
Raül la va repudiar el 1060 per casar-se vers el 1061 amb Anna de Kíev, filla de Iaroslav el Savi, Gran príncep de Kíev, i vídua del rei Enric I de França. Aquest matrimoni va fer escàndol, ja que la vídua d'un rei de França procedent d'una família regnant no hauria d'haver-se casat amb un vassall, i la reina va haver d'abandonar la cort. Aquest matrimoni va aïllar políticament a Raül, i l'assumpte va arribar fins i tot a l'excomunió.